# Laxmipura, Krishnarajpet
Laxmipura là một làng thuộc tehsil Krishnarajpet, huyện Mandya, bang Karnataka, Ấn Độ.